# Venancio Salcines
Venancio Salcines es un economista, empresario y profesor universitario español, que ejerce como director general del Centro de Estudios Superiores Universitarios de Galicia (CESUGA) y presidente de la Escuela de Finanzas. Salcines es profesor titular de economía, especializado en mercados financieros, en Universidad de La Coruña. Es asimismo presidente de la Fundación Venancio Salcines, así como principal accionista y presidente de una empresa familiar que lleva el nombre de su padre en el sector de la mueblería, actividad con la que su familia se asentó en Galicia en 1946. Salcines es colaborador habitual del diario La Voz de Galicia. Ha sido también concejal de hacienda del Ayuntamiento de Cambre.

## Carrera académica
Salcines inició sus estudios en Universidad de Santiago de Compostela, doctorándose en economía por Universidad de La Coruña en 1997 y por Universidad de Oporto en 2000, con una tesis titulada Un modelo mengeriano de asignación de gasto de consumo: las prioridades de gasto en los hogares españoles. Entre febrero de 1997 y mayo de 2001 fue secretario del departamento de análisis econónico en Universidad de La Coruña. En 2007 fundó la Escuela de Finanzas, cuya presidencia compatibilizó con su docencia en Universidad de La Coruña, hasta que se vio obligado a abandonar dicha institución en 2018, y anunció su intención de liderar un proyecto de universidad privada en Galicia. En junio de 2019, entró en el capital del Centro de Estudios Superiores Universitarios de Galicia (CESUGA), al frente de un grupo de personalidades del sector empresarial gallego, y fue nombrado director general. En una entrevista en julio de ese mismo año, Salcines confirmó su intención de convertir a Cesuga en una universidad privada de referencia en Galicia para atender a las necesidades de la empresa en esta región.